# Fons Jaume Vicens Vives

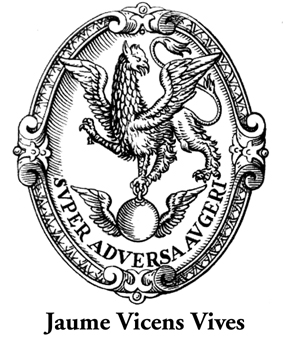
Exlibris del Fons Jaume Vicens Vives de la Universitat de Girona

El Fons Jaume Vicens Vives de la Universitat de Girona  reuneix la biblioteca i part de l'arxiu personal de Jaume Vicens i Vives (Girona, 6 de juny del 1910 - Lió, 28 de juny del 1960).

## Història del fons
El 7 de juny de 1988 els hereus de Jaume Vicens Vives van cedir el fons de l'historiador a l'Institut de Llengua i Cultura Catalanes, Secció d'Història Jaume Vicens Vives de l'Estudi General de Girona, i al 20 de gener de 1989 es va inaugurar la Biblioteca Jaume Vicens Vives. L'abril del 1998 el fons es va traslladar definitivament a la sala de llegats de la Biblioteca del campus del Barri Vell de la Universitat de Girona.

## Descripció del fons
El fons reuneix la biblioteca personal de Jaume Vicens Vives i part del seu arxiu personal. El conjunt del fons té un doble interès: per una banda pel seu valor bibliogràfic intrínsec i, per l'altra, pel valor afegit dels llibres i de la documentació que conté, que donen compte de la trajectòria d'un dels historiadors més influents en la històriografia catalana i espanyola del segle XX".
El fons es pot consultar a la Biblioteca del campus del Barri Vell de la Universitat de Girona Arxivat 2016-03-04 a Wayback Machine..

### Biblioteca personal
La biblioteca personal està composta per 3.974 monografies (2.711 llibres i 1.263 fullets) i 102 títols de revista. La biblioteca mostra la diversitat dels interessos de Jaume Vicens Vives. Predominen els volums dedicats a la història, la geografia i l'economia però també hi ha un gran nombre de llibres de narrativa i poesia catalana, castellana, francesa i anglesa.
Entre els llibres del fons n'hi ha 414 que estan dedicats pels seus respectius autors. Aquestes dedicatòries permeten reconstruir la xarxa de relacions de l'historiador i donen al fons un valor afegit.
La base de dades de dedicatòries permet consultar-les i filtrar-les segons autor, títol del llibre, any o paraula clau.

### Arxiu personal
La Universitat de Girona custodia part de l'arxiu personal de Jaume Vicens Vives, format per manuscrits, material docent i d'investigació, en català i castellà, amb abundants referències bibliogràfiques i anotacions extretes de documentació d'arxius. També s'inclou documentació personal, malgrat que és la família de l'historiador la que conserva l'arxiu personal.
Els documents mantenen l'estructura i disposició original:
| Inventari dels manuscrits del Fons Jaume Vicens Vives                              | Inventari dels manuscrits del Fons Jaume Vicens Vives | Inventari dels manuscrits del Fons Jaume Vicens Vives |
| ---------------------------------------------------------------------------------- | ----------------------------------------------------- | --- |
| 1. Càtedres: Saragossa, Història universal i d'Espanya. Història econòmica         | 1930-1960]                                            | Documents relatius a les activitats docents de Jaume Vicens Vives. La major part dels documents, hològrafs, estan escrits en castellà. |
| 2. Barcelona. Contribució de Guerra 1838. Estructura dels contribuents barcelonins | [1940-1959]                                           | Documents relatius a diferents línies de recerca de Jaume Vicens Vives. Documents, hològrafs, en català i castellà, hi predominen els manuscrits. |
| 3. Càtedra. Explicacions                                                           | [1948-1958]                                           | Documents relatius a l'activitat docent de Jaume Vicens Vives, hi predominen les notes sobre les explicacions donades a les assignatures que aquest impartia. |
| 4. Oposicions                                                                      | [1933-1960]                                           | Documents manuscrits relatius a les recerques i activitats privades de Jaume Vicens Vives |
| 5. Fitxers                                                                         | [s.d.]                                                | 30 fitxers amb referències i extractes de llibres, articles i documents d'arxiu relacionats amb les activitats docents i de recerca de Jaume Vicens Vives, el catàleg d'autors i temàtic de la seva biblioteca i un conjunt de fitxers sobre personalitats i entitats de la burgesia catalana del s. XIX, a més d'un fitxer d'adreces |

#### Digitalització
Al llarg del 2012 alguns d'aquests documents s'han digitalitzat i actualment es poden consultar al Repositori de Fons Especials de la Universitat de Girona
Entre els documents digitalitzats trobem 178 manuscrits relatius a apunts de les càtedres, 13 relatius a blocs temàtics, 6 relatius a diferents línes de recerca, 15 guions de cursos, 93 cartes i 15 documents personals. En total són 202 manuscrits representatius del fons personal de Jaume Vicens Vives.

#### Correspondència
Per altra banda, part de la correspondència de Vicens Vives ha estat publicada a: Clara, J., Cornellà, P., Marina, F. i Simon, A. (eds.). Epistolari de Jaume Vicens. Girona: Cercle d'Estudis Històrics i Socials, 1994-1998. En aquests dos volums s'hi apleguen 187 i 408 cartes escrites per Vicens Vives i dirigides a un total de 139 corresponsals.